# 罗元贞
罗元贞（1906年—1993年），字季甫，号难老园园丁，男，广东兴宁人，中国历史学家，山西大学教授，曾任中华诗词学会顾问。